# Universidad del Salvador
A Universidad del Salvador (USAL) é uma universidade católica do tipo privada, sendo a particular mais antiga da Argentina.
Fundada pela Companhia de Jesus, entidade também criadora da Universidad de Córdoba em 1622, foi criada em 8 de junho de 1944 do Instituto Superior de Filosofia, na sede do Colegio del Salvador.
No ano de 1955, por Decreto Nº 6403, o Poder Executivo Nacional autoriza o funcionamento das universidades privadas, e no ano seguinte, em 2 de maio, se firma a ata de fundação das Facultades Universitarias del Salvador.
Em 15 de maio de 1958 altera o nome para Institutos Universitarios del Salvador, e obtém o reconhecimento na data de 8 de dezembro de 1959, por Decreto Nº 16.365, como universidade privada já utilizando o nome de "Universidad del Salvador".
Durante a fundação, a USAL dependeu da Companhia de Jesus, quem designou suas mais altas autoridades por intermédio da Asociación Civil Universidad del Salvador. Em março de 1975 a Companhia confiou a condução para um grupo de laicos - sociedade civil organizada -, que assumiram a responsabilidade de preservar a identidade da "Universidad del Salvador" no cumprimento de seus fins e objetivos.
A USAL possui campi na Cidade Autonoma de Buenos Aires, em San Miguel e Campus Nuestra Señora del Pilar, em Pilar, e o Campus San Roque González de Santa Cruz em Gobernador Virasoro, estado de Corrientes.

## Faculdades e Escolas
Faculdade de Engenharia
- Engenharia em informatica
- Sistemas de informação
- Engenharia Industrial

Faculdade de Psicologia
- Educação inicial
- Psicologia
- Psicopedagogia
- Técnico Universitário em Jardim Materno

Faculdade de Ciências Econômicas e Empresariais
- Escrivão
- Administração Bancária
- Administração
- Administração de Recursos Humanos
- Administração Franco
- Marketing
- Comércio internacional
- Comércio Internacional - Título Duplo com a França
- Contador público
- Economia Empresarial
- Economia política
- Economia com:
- LiGEI - Diploma Duplo com a Alemanha
- LiGEI - Diploma Duplo com a França
- Mercado de capitais
- Gestão Econômica Intercultural - LiGEI - Diploma Duplo

Faculdade de Ciências da Educação e Comunicação Social
- Jornalismo
- Publicidade
- Relações públicas
- Ciências da Comunicação (com orientação em Mídia e Entretenimento)
- Ciências da Comunicação (com orientação em Comunicação Política)
- Ciências da Comunicação (com orientação em Comunicação Institucional)
- Ciências da Comunicação (com orientação em Comunicação Digital)
- Mestrado em Comunicação Institucional e Institucional
- Mestrado Em Marketing Político
- Mestrado Em Marketing E Publicidade Comunicação
- Mestrado em Jornalismo Investigativo
- Pós-graduação em Pesquisa em Jornalismo USAL-PROFILE
- Ciclo Pedagógico Universitário
- Bacharel em Ciências em Educação
- Bacharel em Educação Especial
- Ensino universitário em educação especial com orientação em surdos e deficientes auditivos
- Pessoal Docente Universitário em Educação Especial com orientação em Deficiência Intelectual
- Ciclo Pedagógico Semipresencial (Postitulo)
- Especialização Superior em Gestão de Instituições Educacionais (Postitulo)
- Mestrado em Gestão de Instituições Educacionais
- Doutorado em Ciências da Educação

Faculdade de Ciências Jurídicas
- Advocacia - plano tradicional
- Advocacia - Plano Franco-Argentino
- Leiloeiro e Corredor Universitário

Faculdade de Ciências Sociais
- Ciência Política
- Relações Internacionais
- Sociologia
- Serviço Social
- Segurança pública

Faculdade de Filosofia, Letras e Estudos Orientais
- Filosofia
- China contemporânea (técnica)
- Estudos Orientais
- Cartas
- Corretor literário (grau intermediário do bacharel em artes)
- Técnico Universitário em Yoga

Escola de Línguas Modernas
- Conferência Interpretação em Inglês
- Língua inglesa
- Traductorado científico-literário em inglês
- Traductorado Público de Inglês
- Tradução Científica Literária em Português
- Tradução Pública Portuguesa
- Tradução pública em italiano

Faculdade de História, Geografia e Turismo
- Organização de Eventos (Técnico)
- Turismo e hospitalidade
- Higiene e Segurança no Trabalho
- História
- Ciências Ambientais
- Gestão e História das Artes

Faculdade de Medicina
- Dermatocosmiatria (Técnico)
- Enfermagem
- Fonoaudiologia
- Medicina
- Musicoterapia
- Nutrição
- Odontologia
- Tecnologia para Diagnóstico por Imagem
- Terapia fisica
- Terapia ocupacional
- Faculdade de Psicologia e Psicopedagogia

Escola de Agronomia e Veterinária
- Agronomia
- Técnico Universitário em Produção Pecuária
- Veterinária

Escola de Arte e Arquitetura
- Arquitetura
- Artes de teatro / cenografia

Escola de Esportes
- Atividade Física e Esportiva

Escola de Arte e Design
- Arte e Design Digital
- Gestão e História das Artes
- Desenho gráfico

## Referencias
1. ↑  Ministerio da Educação Argentina, Ministerio da Educação Argentina (23 de dezembro de 1955). «Organización de las Universidades Nacionales». Ministério da Educação Argentina
2. ↑  «UNIVERSIDAD DEL SALVADOR» (PDF)
3. ↑  «Universidad del Salvador | #USALIZATE». www.usal.edu.ar. Consultado em 27 de junho de 2019